# Подокарп тотара
Подокарп тотара (лат. Podocarpus totara; маори totara) — вид из рода Подокарп (Podocarpus) семейства Подокарповые (Podocarpaceae). Эндемик Новой Зеландии.

## Распространение
Широко распространён на территории всей Новой Зеландии, встречаясь на островах Северный и Южный, а также в небольших количествах на острове Стьюарт. Произрастает в низменных, гористых или субальпийских лесах.

## Биологическое описание

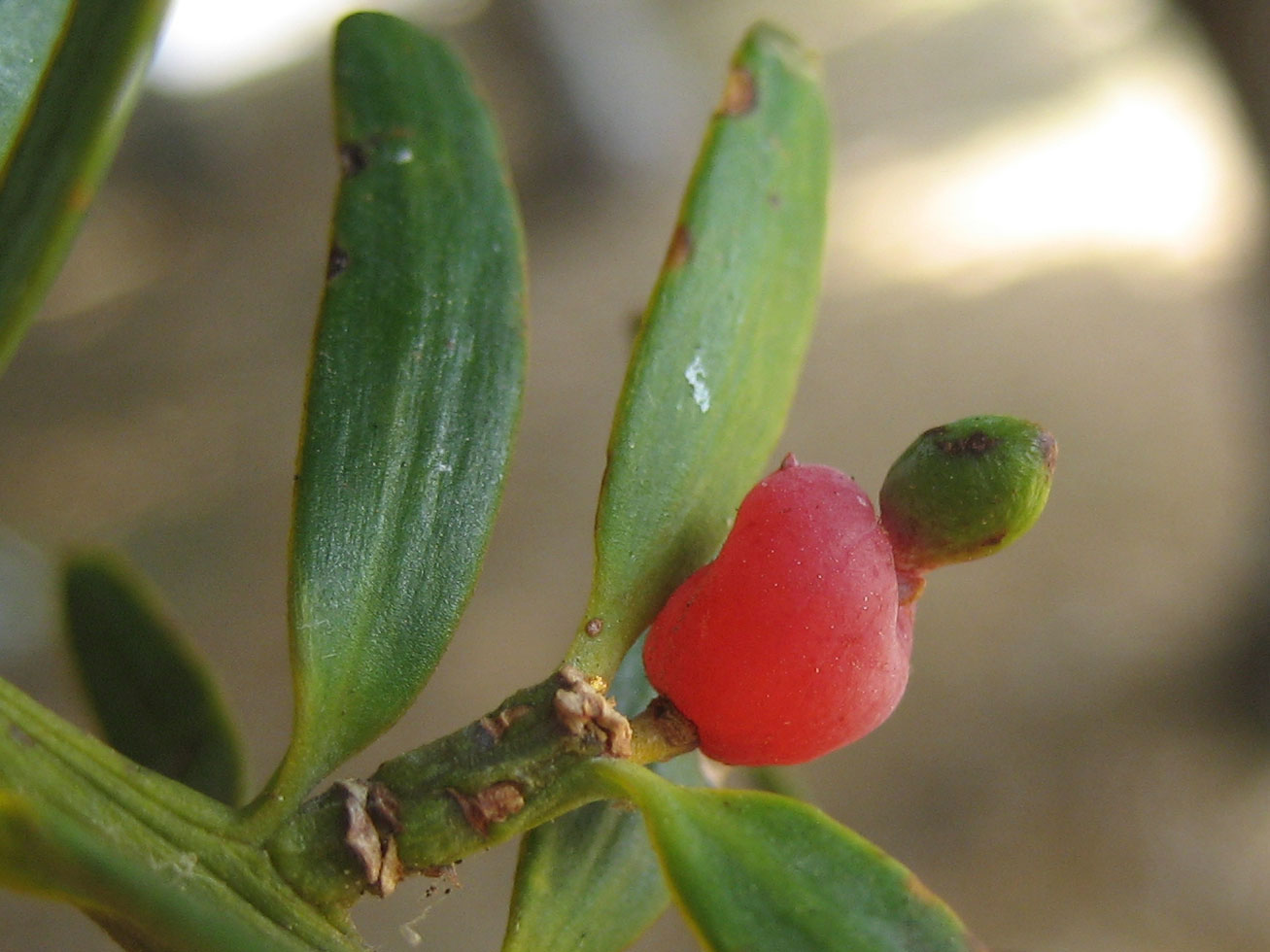
Рецептакул

Подокарп тотара — вечнозелёное двудомное хвойное дерево высотой до 30 м. Диаметр ствола — 2-3 м. Ствол покрыт толстой, пробковой, бороздчатой красновато-серой корой.
У основания ствол без ветвей. Ветви крупные, стоячие или развесистые. Листовая почка уже или того же диаметра, что и побеги, окружены рано опадающими, узколанцетовидными прицветниками. Листья коричневатые или тёмно-зелёные, стоячие, кожистые. Размеры молодого листа — 20 × 1-2 мм, размеры взрослого листа — 15-30 × 3-4 мм. Листья линейно-ланцетные, с острыми кончиками.
Мужские шишки пазушные, длиной 10-15 мм, одиночные или в составе 4 шишек. Женские побеги пазушные, семяпочка одиночная или парная, по мере созревания превращается в красный, суккулентный, сладкий плод. Семя шаровидное, когда зрелое, или продолговато-овальное, длиной 3-5 мм. Семена созревают в мае и июне, прорастают поздней весной или летом. Основной способ распространения — эндозоохория (разновидность зоохории, при которой животные (в данном случае птицы) поедают плоды целиком, а находящиеся внутри них семена проходят через пищеварительный тракт и оказываются снаружи вместе с экскрементами).

## Использование
Красная, слегка маслянистая древесина использовалась представителями новозеландского народа маори при строительстве каноэ (вака), а также при резьбе. Из коры делались клетки, в которых держали птиц.